# Encore IV 〜Smile for You〜
『Encore IV 〜Smile for You〜』（アンコール・フォー スマイル・フォー・ユー）は、岡村孝子の通算4作目のライヴビデオ。1993年2月25日にVHSで発売されたのち、2003年11月26日にDVD化された。発売元はファンハウス。

## 解説
- ツアー「Christmas Picnic」の日本武道館公演を収めている。
  - 公演数は1992年12月7日から12月24日まで、全国4会場8公演。
- ライヴ映像の合間に、レコーディング・スタジオでの様子や、愛犬とたわむれるオフ・ショットが収められている。このときのショットは、バラード・セレクション・アルバム『Ballade』（1992年12月16日発売）の歌詞カードにも掲載されている。
- ライヴで歌う姿を撮影されることについてコメントするシーンなども登場し、それまでのライヴとは違った一面が垣間見られる。
- 「ポプラ」を歌う際のダンス練習風景など、舞台裏も収録された。
- 「笑顔にはかなわない」はレコーディング風景を織り込んだミュージック・ビデオ映像と、ライヴ映像が収録されている。
- 途中で、1992年の活動をまとめたバイオグラフィーがロールで流れる。
- 「夢をあきらめないで」は、2005年6月22日にリリースされた「夢をあきらめないで 『逆境ナイン』リマスタリング・バージョン」の初回限定DVDにも収録された。
- VHSの初回生産分は、リバーシブル・ジャケット。

## 収録曲
1. OPENING
2. 移ろいゆく想い
3. Heartbreak
4. 笑顔にはかなわない
5. ミストラル 〜季節風〜
6. Good-Day 〜思い出に変わるならば〜
7. プロローグ
この曲のみ、ライブの模様ではなく、既存の音源をBGMにしたオフ・ショットが収録されている。
8. MARIAGE
9. 告白
10. 昨日よりも、今日よりも 〜I love you more than yesterday〜
11. ポプラ
12. adieu
13. 夢をあきらめないで
14. 永遠の灯
15. ピエロ
16. 笑顔にはかなわない
17. 虹を追いかけて
18. Baby, Baby

- 全作詞・作曲: 岡村孝子

## 関連作品
- 夢の樹　　M-15
- 私の中の微風　　M-18
- Andantino a tempo　　M-13
- liberté　　M-13
- Eau Du Ciel （天の水）　　　M-17
- Kiss 〜à côté de la mer〜　　M-12
- Chou-fleur　　M-6・11・14
- mistral　　M-2・3・5・7・8・9・10
- 満天の星　　M-4・16

## 公演日程
|   | 公演日         | 会場                   |
| 1 | 1992年12月7日  | 大阪城ホール           |
| 2 | 1992年12月8日  | 大阪城ホール           |
| 3 | 1992年12月11日 | 日本武道館             |
| 4 | 1992年12月12日 | 日本武道館             |
| 5 | 1992年12月18日 | 名古屋レインボーホール |
| 6 | 1992年12月19日 | 名古屋レインボーホール |
| 7 | 1992年12月23日 | 東京ベイNKホール       |
| 8 | 1992年12月24日 | 東京ベイNKホール       |